# سوسب أبيض

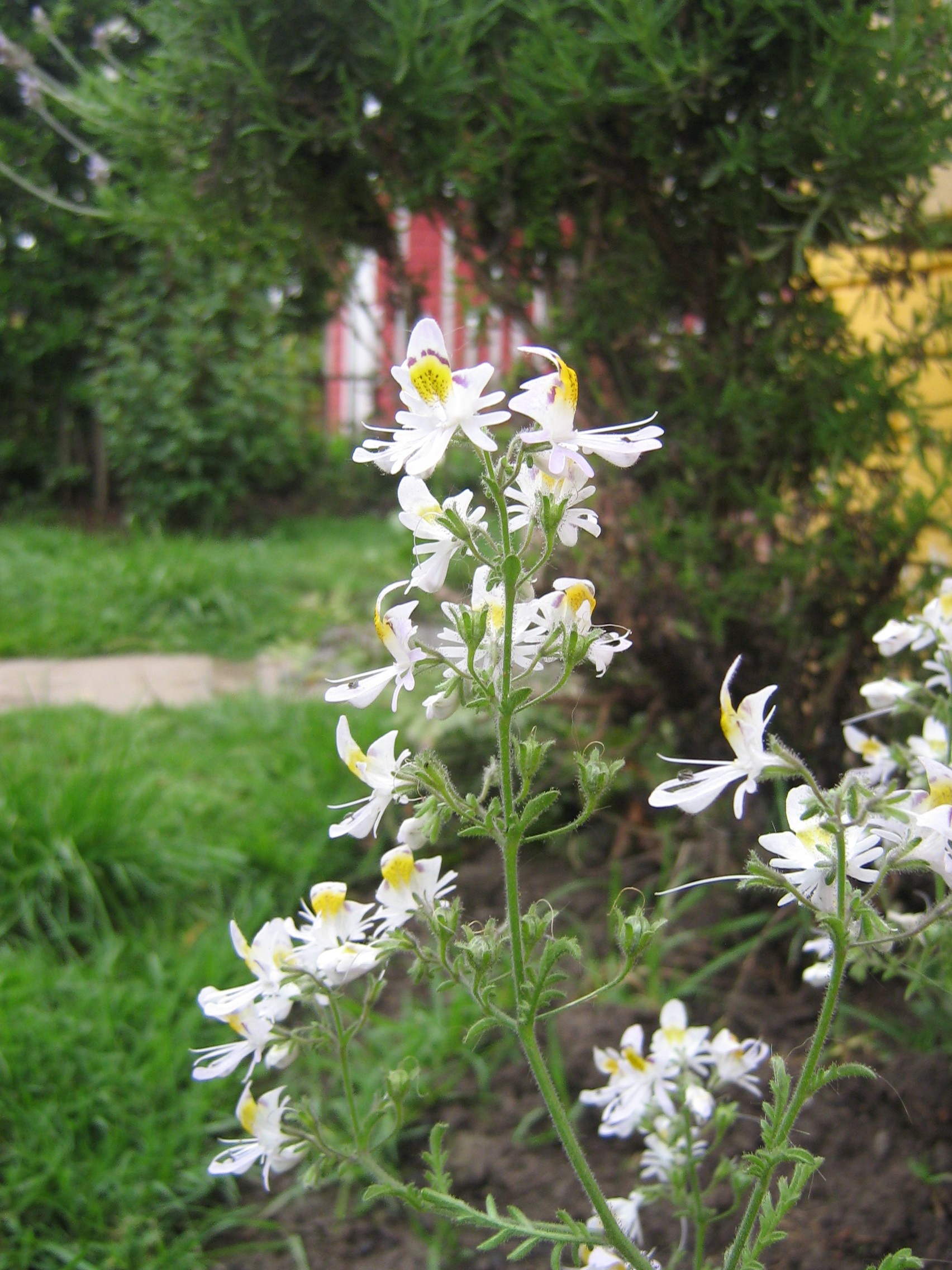
سوسب أبيض.

سوسب أبيض هو نوع من جنس سوسب. أزهارها كبيرة القد مستطيلة الأنبوب مفرضة الصفحة السفلى يميل لونها إلى البياض العاجي.